# Cardioptera minor
Cardioptera minor är en bönsyrseart som beskrevs av Rehn 1916. Cardioptera minor ingår i släktet Cardioptera och familjen Mantidae. Inga underarter finns listade i Catalogue of Life.